# Ryszard Gwyn
Ryszard Gwyn (ur. 1537 w Llanidloes, zm. 17 października 1584 w Wrexham) – święty Kościoła katolickiego, walijski męczennik, świecka ofiara prześladowań antykatolickich.

## Życiorys
Urodził się w walijskim hrabstwie Montgomeryshire (współcześnie Powys), w mieście Llanidloes. Studiując na Uniwersytecie Oxfordzkim i później w Christ’s College na Uniwersytecie Cambridge  znany był jako White co odpowiadało znaczeniu jego walijskiego nazwiska tłumaczonego na język angielski. W 1562 roku powrócił do ojczyzny. Podjął pracę jako nauczyciel początkowo w Maelor, a później we Wrexham, Gresford i w Overton. Mimo znakomitej opinii musiał odejść z pracy w Overton w związku z podejrzeniami lokalnego duchowieństwa anglikańskiego o papizm. W 1579 roku dosięgnęły go pierwsze prześladowania elżbietańskie i został aresztowany w wyniku akcji zapoczątkowanej wezwaniem rady królewskiej do zwiększenia czujności wobec innowierców przez lokalne władze. Więziony był w Ruthin, zwolniony trafił w rok później do więzienia we Wrexham gdzie obietnicą zwolnienia próbowano go nakłonić do apostazji. Kolejny raz zatrzymany został w maju 1581 roku i zakutego siłą sprowadzono do anglikańskiej świątyni. Nieugięta postawa zakończyła się dybami. W 1583 roku zwolniono go z Rady Marchii. Torturowany w Bewdley i Bridgenorth został powtórnie uwięiony we Wrexham. Ponieważ nie poddawał się żadnym formom nacisku w październiku 1584 roku postawiony został przed sądem i drugiego dnia procesu, po odmowie uznania zwierzchnictwa królowej nad Kościołem 10 tegoż miesiąca skazany na karę śmierci za zdradę. Śmierć poniósł przez powieszenie i poćwiartowanie.
Z żoną Katarzyną, która uczestniczyła w procesie miał sześcioro dzieci.
Ryszard Gwyn pozostawił po sobie spisane satyry na nowe duchowieństwo i poemat na cześć Matki-Kościoła. Utwory spisane były w języku walijskim.
Patronat
W Barry i Flintshire znajdują się szkoły imienia Świętego Ryszarda Gwyn.
Dzień obchodów
Dniem wspomnienia Ryszarda Gwyna jest dzienna rocznica śmierci, lokalnie we Wrexham 15 października.
Relikwie
Relikwie świętego Ryszarda Gwyna znajdują się w Katedrze Wrexham.
Proces beatyfikacyjny i kanonizacyjny
Beatyfikowany w 1929 roku przez papieża Piusa XI, jako pierwszy walijski świecki męczennik kanonizowany został w grupie czterdziestu męczenników Anglii i Walii przez Pawła VI 25 października 1970 roku.